# Top Gear

Testovací dráha Top Gear v Dunsfoldu

Top Gear byl britský motoristický pořad. Začal se vysílat v roce 1977 jako běžný pořad pro motoristy. Časem, obzvláště od znovuzahájení v roce 2002, se formát pořadu vyvinul spíše na zábavný. Do roku 2015 byl uváděn Richardem Hammondem, Jamesem Mayem a Jeremym Clarksonem, poté byli nahrazeni jinými moderátory. 
Kromě moderátorů v pořadu hrála postava testovacího jezdce v bílém overalu, který byl známý jako „The Stig“ (v jednom díle ho hrál bývalý jezdec F1 Michael Schumacher). Celosvětová sledovanost pořadu byla v roce 2009 odhadována na 350 milionů diváků.
Premiéry jednotlivých epizod byly vysílány na britských stanicích BBC Two a od roku 2020 na BBC One. Pořad byl vysílán po celém světě, včetně Česka (Prima Cool).
V březnu roku 2015 bylo další natáčení pořadu pozastaveno po tom, co moderátor Jeremy Clarkson fyziky napadl producenta Oisina Timona. Nešlo o první problém Clarksona, byl proto jako moderátor rychle propuštěn. Zbývající dva moderátoři Richard Hammond a James May prohlásili, že Top Gear bez Clarksona natáčet nebudou, a svoje smlouvy neobnovili. Tito moderátoři začali později natáčet nový motoristický pořad se stejným konceptem s názvem The Grand Tour pro americkou streamovací platformu Prime Video.
V květnu roku 2016 bylo natáčení pořadu obnoveno a moderátoři nahrazeni Chrisem Evansem a Mattem LeBlancem. Sledovanost pořadu výrazně klesla. Následovaly další změny moderátorů a sledovanost začala opět stoupat, v roce 2021 sledovanost dosáhla na obdobnou úroveň jako v roce 2015.
V prosinci 2022 došlo při natáčení 34. série k vážné nehodě jednoho z moderátorů Freddieho Flintoffa. Zlomil si při ní několik žeber a utrpěl četná poranění tváře. K natáčení se nevrátil, série nebyla dokončena a produkční tým pořadu byl rozpuštěn.

## Moderátoři
| Série (Roky)        | Moderátoři      | Moderátoři      | Moderátoři      | Moderátoři       | Moderátoři       |
| ------------------- | --------------- | --------------- | --------------- | ---------------- | ---------------- |
| 1. (2002)           | Jeremy Clarkson | Richard Hammond | Richard Hammond | Jason Dawe       | Jason Dawe       |
| 2.–22. (2002–2015)  | Jeremy Clarkson | Richard Hammond | Richard Hammond | James May        | James May        |
| 23. (2016)          | Matt LeBlanc    | Matt LeBlanc    | Chris Evans     | Chris Evans      |                  |
| 24.–26. (2017–2019) | Matt LeBlanc    | Chris Harris    | Chris Harris    | Rory Reid        | Rory Reid        |
| 27.–33. (2019–2022) | Chris Harris    | Paddy McGuiness | Paddy McGuiness | Freddie Flintoff | Freddie Flintoff |

Další postavy a moderátoři: Stig, Sabine Schmitzová (2016–2022), Eddie Jordan (2016–2018).

## Vývoj
Poté, co BBC v prosinci 2001 zrušila původní formát Top Gear, se Jeremy Clarkson a producent Andy Wilman sešli, aby společně vypracovali nápady na oživení programu pro televizi. To je vedlo k tomu, že se nakonec setkali s vysílatelem, aby představili myšlenku změnit jej z formátu motoristického časopisu na formát založený na základně ve studiu. Mezi návrhy, které byly předloženy, patřilo: zapojení stálého místa pro recenze aut a dalších filmů, vedle míst po celé Británii a v zahraničí; uvedení pozoruhodných vozů do měřeného kola okruhu; zapojení testovacího jezdce s veteránskými závodními zkušenostmi, který řídí řízení některých vozů programu; a účast celebrity, která by byla pozvána, aby se zúčastnila epizody, provedla rozhovor o motoristických záležitostech, jako je historie jejich vozu, a zúčastnila se speciální výzvy zajet měřené kolo v určeném voze. Po prezentaci se BBC rozhodla dát novému formátu zelenou, aby vytvořila program, který bude konkurovat nové motoristické show Fifth Gear na Channel 5, z níž pochází několik původních moderátorů Top Gearu včetně Tiffa Needella, Vicki Butler-Henderson a producenta Jona. Bentley šel do.
Produkce začala v polovině roku 2002, kdy si provozovatel vysílání zajistil právo používat Dunsfold Aerodrome, letiště a obchodní park ve Waverley, Surrey, jako pevné místo programu – zatímco jeho dráhy a pojezdové dráhy byly přiděleny pro recenze a další filmy, jeden z velké letecké hangáry byly přeměněny na nové studio Top Gear. Aby BBC odpovídala navrhovaným nápadům pro nový formát, získala pomoc od Lotusu při návrhu závodního okruhu pro použití v programu, který by se nacházel na pevném místě, a zároveň se střihem filmů, které byly pro každou epizodu nahrány, se zaměřením na rozšíření doba běhu programu na jednu hodinu. Wilman převzal roli výkonného producenta show, zatímco Clarkson se stal součástí hostitelské sestavy. Protože ti, kteří spolupracovali s Clarksonem na původním programu, opustili BBC, aby pracovali na Páté rychlosti, produkční tým zařídil, aby se k němu připojili Richard Hammond a Jason Dawe.
Problém nalezený během produkce se točil kolem testovacího jezdce show – ani Clarkson, ani Wilman nedokázali najít závodního jezdce se zkušenostmi s mluvením na kameru. V diskusích o tom se dvojice rozhodla nechat řidiče mlčet a později nechat svou identitu utajit. Když mezi své možné kandidáty na tuto roli rekrutovali Perryho McCarthyho, jeho příspěvek vedl k tomu, že se Wilman rozhodl přezdívat testovacímu řidiči „Stig“.